# سید حسن شریعتی

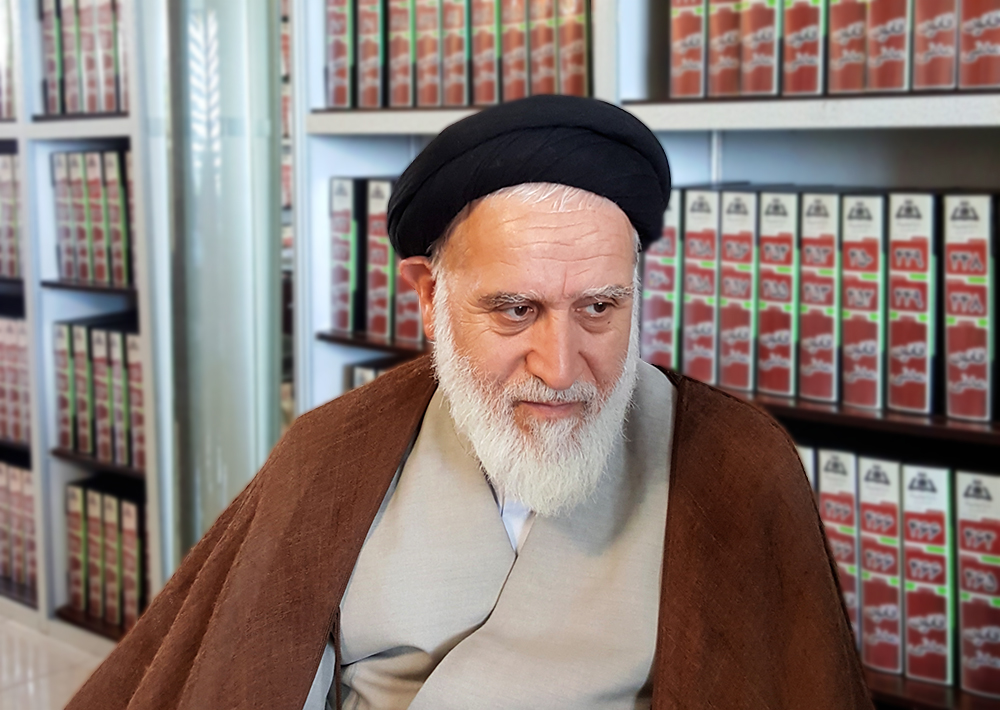
سید حسن شریعتی در کتابخانه قوه قضائیه

سید حسن شریعتی رئیس کل سابق دادگستری استان خراسان رضوی و مستشار سابق شعبه ۲۸ دیوان عالی کشور است. در شهریور ماه سال ۱۳۹۳، سید حسن شریعتی پس از ۹ سال ریاست بر دادگستری استان خراسان رضوی جای خود را به مظفری رئیس پیشین کل دادگستری استان کرمانشاه داد و با حکم صادق لاریجانی به مستشاری شعبه ۲۸ دیوان عالی کشور منصوب گردید. همچنین وی در سال ۱۳۹۵ بازنشست شد. پس از گذشت چندی از بازنشستگی، با حکم ابراهیم رئیسی چند سمت مختلف در آستان قدس رضوی دریافت کرد. سید حسن شریعتی هم‌اکنون به وکالت در امور کیفری اشتغال دارد.
۱۳ آوریل ۲۰۱۱ وی توسط اتحادیه اروپا به دلیل نقشی که در نقض گسترده و شدید حقوق شهروندان ایرانی داشته، تحریم شد.

## تحریم اتحادیه اروپا
اتحادیه اروپا طی تصمیم مورخ ۲۳ فروردین ۱۳۹۰ (۱۳ آوریل ۲۰۱۱) مقام ایرانی از جمله سید حسن شریعتی را به دلیل نقشی که در نقض گسترده و شدید حقوق شهروندان ایرانی داشته‌اند، از ورود به کشورهای این اتحادیه محروم کرد. کلیه دارایی‌های این مقامات نیز در اروپا توقیف خواهد شد.

## موارد نقض حقوق بشر
بر اساس بیانیه اتحادیه اروپا، دادگاه‌های تحت نظر سید حسن شریعتی در زمان ریاست وی بر دادگستری کل استان خراسان پشت درهای بسته و بدون رعایت حقوق اولیه متهمان و با استناد به اعترافات اجباری تحت شکنجه برگزار می‌شود. در این دادگاه‌ها حکم اعدام به صورت گسترده و بدون طی شدن روند قانونی صادر شده است.